# Restaurant to Another World
Restaurant to Another World (異世界食堂?, Isekai shokudō, lett. "Il ristorante di un mondo parallelo") è una serie di light novel scritta da Junpei Inuzuka e illustrata da Katsumi Enami. Sei volumi sono stati pubblicati da Shufunotomo, sotto l'etichetta Hero Bunko, a partire da febbraio 2015. Un adattamento manga è stato serializzato sul Young Gangan di Square Enix dal 18 novembre 2016 al 25 giugno 2019, mentre un adattamento anime, prodotto da Silver Link, è stato trasmesso in Giappone tra il 3 luglio e il 18 settembre 2017. Una seconda stagione è stata trasmessa dal 2 ottobre al 18 dicembre 2021.

## Personaggi
Aletta (アレッタ?, Aretta)
Doppiata da: Sumire Uesaka

## Media

### Light novel
L'opera, scritta e ideata da Junpei Inuzuka, ha iniziato la pubblicazione sul sito web Shōsetsuka ni narō il 4 gennaio 2013. Concepita dall'autore come un romanzo amatoriale, è stata poi adattata in una serie di light novel con le illustrazioni di Katsumi Enami dal 28 febbraio 2015. Al 29 ottobre 2021 sei volumi sono stati pubblicati sotto l'etichetta Hero Bunko da Shufunotomo.
| Nº | Data di prima pubblicazione | Data di prima pubblicazione | Data di prima pubblicazione |
| Nº | Giapponese                  | Giapponese                  |                             |
| -- | --------------------------- | --------------------------- | --------------------------- |
| 1  | 28 febbraio 2015            | ISBN 978-4-07-411335-4      |                             |
| 2  | 29 luglio 2015              | ISBN 978-4-07-402158-1      |                             |
| 3  | 30 settembre 2016           | ISBN 978-4-07-420009-2      |                             |
| 4  | 30 giugno 2017              | ISBN 978-4-07-426242-7      |                             |
| 5  | 30 marzo 2019               | ISBN 978-4-07-437234-8      |                             |
| 6  | 29 ottobre 2021             | ISBN 978-4-07-449740-9      |                             |

### Manga
Un adattamento manga di Takaaki Kugatsu è stato serializzato sulla rivista Young Gangan di Square Enix dal 18 novembre 2016 al 25 giugno 2019. Quattro volumi tankōbon sono stati pubblicati tra il 24 giugno 2017 e il 25 giugno 2019. I diritti di distribuzione digitale in contemporanea col Giappone da luglio 2017 sono stati acquistati da Crunchyroll.
Un secondo adattamento manga di Morozawa Yamizawa, intitolato Isekai shokudō ~Yōshoku no Nekoya~ (異世界食堂 ～洋食のねこや～? lett. "Il ristorante di un mondo parallelo: Cucina occidentale Nekoya"), ha iniziato la serializzazione sulla rivista Monthly Shōnen Ace il 26 aprile 2021. I capitoli vengono raccolti in volumi tankōbon a partire dal 25 settembre 2021; al 26 luglio 2025 i volumi totali ammontano a 8.

#### Volumi
| Prima serie (4 volumi)    |                   |                        |
| 1                         | 24 giugno 2017    | ISBN 978-4-7575-5391-0 |
| 2                         | 25 settembre 2017 | ISBN 978-4-7575-5485-6 |
| 3                         | 25 luglio 2018    | ISBN 978-4-7575-5765-9 |
| 4                         | 25 giugno 2019    | ISBN 978-4-7575-6081-9 |
| Seconda serie (8+ volumi) |                   |                        |
| 1                         | 25 settembre 2021 | ISBN 978-4-0411-1839-9 |
| 2                         | 26 aprile 2022    | ISBN 978-4-0411-2558-8 |
| 3                         | 25 novembre 2022  | ISBN 978-4-0411-3176-3 |
| 4                         | 25 marzo 2023     | ISBN 978-4-0411-3526-6 |
| 5                         | 26 ottobre 2023   | ISBN 978-4-0411-4251-6 |
| 6                         | 25 giugno 2024    | ISBN 978-4-0411-5050-4 |
| 7                         | 25 dicembre 2024  | ISBN 978-4-0411-5819-7 |
| 8                         | 26 luglio 2025    | ISBN 978-4-0411-6406-8 |

### Anime
Annunciato il 7 settembre 2016 sul sito Shōsetsuka ni narō dall'autore Inuzuka, un adattamento anime, prodotto da Silver Link e diretto da Masato Jinbo, è andato in onda dal 3 luglio al 18 settembre 2017. La composizione della serie è stata affidata allo stesso Jinbo, mentre il character design è stato sviluppato da Takao Sano e Keiichi Sano. Le sigle di apertura e chiusura sono rispettivamente One in a Billion delle Wake Up, May'n! (collaborazione tra il gruppo di doppiatrici Wake Up, Girls! e la cantante May'n) e Chiisa na hitotsu-bu (ちいさなひとつぶ?) di Kiyono Yasuno. In tutto il mondo, ad eccezione dell'Asia, gli episodi sono stati trasmessi in streaming in simulcast, anche coi sottotitoli in lingua italiana, da Crunchyroll.
Il 22 aprile 2021 è stato annunciato sulla copertina del numero di giugno 2021 della rivista Monthly Shōnen Ace che una seconda stagione era in corso di produzione. OLM ha animato la seconda stagione e Yasukazu Shoji sostituisce Keiichi Sano e Takao Sano come character designer. Il resto dello staff e dei membri del cast sono tornati a ricoprire i rispettivi ruoli. La seconda stagione è stata trasmessa dal 2 ottobre al 18 dicembre 2021. La sigla d'apertura è Onnaji kimochi di Kiyono Yasuno, mentre quella di chiusura è Samenai mahō di Nao Tōyama.

#### Episodi

##### Prima stagione
| Nº | Titolo italiano Giapponese 「Kanji」 - Rōmaji                                                        | In onda           | In onda |
| Nº | Titolo italiano Giapponese 「Kanji」 - Rōmaji                                                        | Giapponese        |         |
| 1  | Stufato di manzo 「ビーフシチュー」 - Bīfu shichūColazione 「モーニング」 - Mōningu                  | 3 luglio 2017     |         |
| 2  | Menchi-katsu 「メンチカツ」 - Menchi-katsuFritto di gamberi 「エビフライ」 - Ebi furai               | 10 luglio 2017    |         |
| 3  | Ragù 「ミートソース」 - Mīto sōsuParfait al cioccolato 「チョコレートパフェ」 - Chokorēto pafe       | 17 luglio 2017    |         |
| 4  | Omelette di riso 「オムライス」 - OmuraisuBistecca al tōfu 「トーフステーキ」 - Tōfu sutēki          | 24 luglio 2017    |         |
| 5  | Katsudon 「カツ丼」 - KatsudonBudino à la mode 「プリンアラモード」 - Purin a ra mōdo                | 31 luglio 2017    |         |
| 6  | Sandwich 「サンドイッチ」 - SandoicchiPatate con burro 「じゃがバター」 - Jagabatā                   | 7 agosto 2017     |         |
| 7  | Riso al curry 「カレーライス」 - Karē raisuPollo al curry 「チキンカレー」 - Chikin karē             | 14 agosto 2017    |         |
| 8  | Hamburger 「ハンバーグ」 - HanbāguBiscotti assortiti 「クッキーアソート」 - Kukkī asōto              | 21 agosto 2017    |         |
| 9  | Fritto misto di mare 「シーフードフライ」 - Shīfūdo furaiCream soda 「クリームソーダ」 - Kurīmu sōda | 28 agosto 2017    |         |
| 10 | Crêpe 「クレープ」 - KurēpuSpaghetti al nattō 「納豆スパ」 - Nattō supa                              | 4 settembre 2017  |         |
| 11 | Carpaccio 「カルパッチョ」 - KarupatchoPane al curry 「カレーパン」 - Karēpan                        | 11 settembre 2017 |         |
| 12 | Tonjiru 「とん汁」 - TonjiruCrocchetta 「コロッケ」 - Korokke                                        | 18 settembre 2017 |         |

##### Seconda stagione
| Nº | Titolo italiano Giapponese 「Kanji」 - Rōmaji                                                                                           | In onda          | In onda |
| Nº | Titolo italiano Giapponese 「Kanji」 - Rōmaji                                                                                           | Giapponese       |         |
| 13 | Soufflé cheesecake 「チーズケーキ」 - ChīzukēkiColazione di nuovo 「モーニング再び」 - Mōningu futatabi                                 | 2 ottobre 2021   |         |
| 14 | Bistecca di manzo 「ビフテキ」 - BifutekiChoux à la crème 「シュークリーム」 - Shūkurīmu                                                | 9 ottobre 2021   |         |
| 15 | Hamburger 「ハンバーガー」 - HanbāgāTendine di manzo al curry 「ギュウスジカレー」 - Gyū suji karē                                      | 16 ottobre 2021  |         |
| 16 | Pranzo per bambini 「お子様ランチ」 - Okosama RanchiCrocchetta alla crema 「クリームコロッケ」 - Kurīmu Korokke                         | 23 ottobre 2021  |         |
| 17 | Uova alla scozzese 「スコッチエッグ」 - Sukotchi EgguMonte Bianco 「モンブラン」 - Mon Buran                                            | 30 ottobre 2021  |         |
| 18 | Hamburger di riso 「ライスバーガー」 - Raisu BāgāPizza 「ピザ」 - Piza                                                                  | 6 novembre 2021  |         |
| 19 | Okonomiyaki 「お好み焼き」 - OkonomiyakiUjikintoki 「宇治金時」 - Uji kintoki                                                           | 13 novembre 2021 |         |
| 20 | Roast-beef 「ローストビーフ」 - Rōsuto BīfuCheesecake di nuovo 「チーズケーキ再び」 - Chīzukēki futatabi                                | 20 novembre 2021 |         |
| 21 | Maccheroni al gratin 「マカロニグラタン」 - Makaroni GuratanGelatina di frutta 「フルーツゼリー」 - Furūtsu Zerī                        | 27 novembre 2021 |         |
| 22 | Teriyaki burger 「テリヤキバーガー」 - Teriyaki BāgāParfait al cioccolato di nuovo 「チョコレートパフェ再び」 - Chokorēto Pafe futatabi | 4 dicembre 2021  |         |
| 23 | Quiche 「キッシュ」 - KisshuCoffee Float 「コーヒーフロート」 - Kōhī Furōto                                                             | 11 dicembre 2021 |         |
| 24 | Cotoletta di lonza 「ロースカツ」 - Rōsu katsuBuffet 「ビュッフェ」 - Byuffe                                                            | 18 dicembre 2021 |         |